# یوهان برنهارد بازدوف
یوهان برنهارد بازدوف (به آلمانی: Johann Bernhard Basedow)‏ (۱۱ سپتامبر ۱۷۲۴ – ۲۵ ژوئیهٔ ۱۷۹۰) آموزگار، فیلسوف، و نویسندهٔ تأثیرگذار اهل آلمان بود.